# Fruta de horno
Fruta de horno son un tipo de repostería de origen mexicano que se consumen en el centro y sur de México.

## Descripción
Las frutas de horno son unas galletas mexicanas horneadas hechas esencialmente de azúcar, harina de maíz o de trigo, manteca de cerdo y piloncillo, aunque las formas locales puedan agregar otros ingredientes y coberturas. Su nombre remite a su producción como fruto o resultado de un horno, por lo que estas galletas pueden no contener rellenos o mermelada de frutas. Sus formas son variables, ya sean redondas, ovaladas o en forma de letra s. Tradicionalmente, se cocinan en hornos de leña. En sitios turísticos, los frutos son vendidos en cajas de cartón. También son conocidos con otros nombres como galletas de feria o pemolitos finos. Suelen acompañarse de café de olla.

## Historia
Aunque su origen es mexicano, también se podría vincular a las tradiciones de las reposterías españolas y francesas. Se producen y se consumen en los estados de Aguascalientes, Colima, el Estado de México —en los municipios de Sultepec y Tenango— Guanajuato, Guerrero — en el municipio de Huitzuco de los Figueroa—, Hidalgo, Jalisco, Michoacán, Morelos —en el municipio de Tlayacapan—, Querétaro, San Luis Potosí, Veracruz —en el municipio de Huayacocotla— y Zacatecas.